# Mirusia
Mirusia Louwerse (* 29. März 1985 in Brisbane) ist eine australisch-niederländische Opernsängerin (Sopran).

## Leben und Wirken
Mirusia Louwerse wurde 1985 in der australischen Metropole Brisbane geboren. Sie schloss im Dezember 2006 das Queensland Conservatorium in Brisbane mit dem akademischen Grad Bachelor of Music in klassischem Gesang ab. 2006 gewann Mirusia Louwerse als bislang jüngste Siegerin den Joan Sutherland Opera Award und nahm ihr Debütalbum mit dem Titel She Walks in Beauty auf.
Mirusia, die nur ihren Vornamen als Künstlernamen trägt, ist lyrischer Sopran und trat in Opern wie Die Zauberflöte von Wolfgang Amadeus Mozart, L’enfant et les sortilèges von Maurice Ravel und Albert Herring von Benjamin Britten auf.
Im deutschsprachigen Raum wurde Mirusia 2007 durch ihr Mitwirken bei den Tourneen des holländischen Violinisten und Dirigenten André Rieu bekannt. Mirusia, die niederländisch-polnischer Abstammung ist, spricht neben ihrer englischen Muttersprache auch fließend Niederländisch.
Gemeinsam mit André Rieu veröffentlichte sie im Mai 2008 in Australien das Album mit dem Titel Waltzing Matilda, das es in den australischen Charts auf Position 1 brachte und innerhalb von zehn Tagen mit Platin ausgezeichnet wurde.
Mirusias ebenfalls mit Unterstützung von Rieu aufgenommenes zweites Album Always & Forever wurde in Australien am 8. Oktober 2010 veröffentlicht und belegte Platz 17 in den ARIA Charts. Auch in den niederländischen Charts war das Album erfolgreich.
Im Juli 2015 heiratete Mirusia den Niederländer Youri Wystyrk, einen Mitarbeiter in Andre Rieus Produktionsteam.

## Diskografie
- She Walks in Beauty (2006)
- Waltzing Matilda (2008, mit André Rieu)
- André Rieu Presents Mirusia - Always & Forever (2010, mit André Rieu)
- Beautiful That Way – Live in Holland (DVD, 2014)
- My Favorite Things (2014)
- This Time Tomorrow (DVD, 2016)
- From the Heart (2017)
- A Salute to the Seekers (2019)
- Christmas Memories (2019)
- Live in Concert (2021)
- Songbird (2022)